# دون ماركس
دون ماركس هو ناشط حقوق الإنسان وصحفي وكاتب كندي، ولد في 19 يونيو 1953، وتوفي في 30 يناير 2016.